# Marta Cuevas

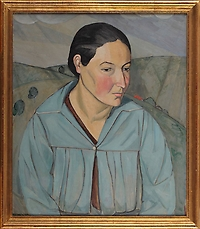
Retrato Figura, Marta Cuevas, MAC Museo de Arte Contemporáneo, Santiago de Chile.

Marta Cuevas (Santiago de Chile , 1901, Santiago de Chile, 1954) fue una artista y pintora chilena. Realizó sus estudios en la Escuela de Bellas Artes en el año 1919, siendo alumna de Richon Brunet y Juan Francisco González. Es reconocida como una de las principales referentes femeninas de la Generación del trece junto con la artista Elmina Moissan, dando inicio a la modernidad artística en Chile. Fue merecedora de varias medallas en los Salones Oficiales de Pintura y participó de diferentes exposiciones colectivas tanto en Chile como en España.

## Biografía
Estudió en la Escuela de Bellas Artes en el año 1919, siendo contemporánea de María Valencia, María Aranís, Henriette Petit, Elsa Arriagada, entre otras artistas. A inicios de la década de 1920, viaja a Europa con Emma Formas, donde continúa su formación artística en la Escuela de París. En esta misma década, realiza viajes por diferentes países europeos junto a su esposo Lautaro García (1895- 1982).
Participó en el envío realizado en el contexto de la Exposición Iberoamericana de Sevilla con una obra sobre naturaleza muerta y en varios Salones Oficiales, obteniendo el tercer lugar en el Salón Oficial el año 1923.
Cabe señalar que investigaciones recientes, posicionan a Marta Cuevas junto a un grupo de artistas pioneras, como relevantes para la generación que dio inicio a la modernidad artística en Chile. Artistas que durante décadas estuvieron relegadas o en los márgenes de la historiografía del arte oficial. Entre ellas se encuentran Ana Cortés, Luisa Besa de Donoso, Ximena Cristi, Marta Colvin, María Fuentealba, Mireya Lafuente, Susana Mardones, Hortensia Oehrens, Henriette Petit, Maruja Pinedo, Aída Poblete, Dora Puelma, Inés Puyó, María Tupper y Marta Villanueva. Según Gloria Cortés "Estas y otras 200 mujeres abordaron la actividad artística en los salones y exposiciones del primer cuarto del siglo. Donde parecía que no existían más que algunos ejemplos se expande una pléyade de artistas que irrumpieron cotidianamente en la escena de las artes plásticas nacionales"

## Obra
La influencia de la llamada Escuela de París en su obra pictórica es una constante que marcó su compromiso con la renovación plástica de su época. Su obra se destaca por una pincelada constructiva, trabajo que la inserta dentro de las artistas con mirada innovadora para el arte de su época, con obras donde la fuerza y la vitalidad de la pincelada recuerdan también sus años de formación con el pintor Juan Francisco González.
En sus obras se incorpora la realidad en la que está inmersa. Es una pintura figurativa, narrativa, descriptiva y anecdótica, pero no pierde su valor pictórico, es decir, busca mostrar su propia realidad representado temas simples pero siempre experimentado con los recursos plásticos. Los artistas de la Generación del 13 en muchos casos relatan experiencias personales, por lo que existen varios retratos de su entorno más próximo, permitiendo renovar ciertos elementos del lenguaje plástico como el color y la pincelada.
La obra “Figura” que es parte de la colección del Museo de Arte Contemporáneo, es uno de los rescates importantes realizados de la obra artística durante los últimos años, obra que como indica su director Francisco Brugnoli: " (...) se descubrió cuando hicimos la exposición aniversario el año pasado (2016). Causó impacto. Su pintura posee una mirada innovadora para el arte de la época. Ella observó atentamente a Cézanne, un hecho poco usual porque aquí Burchard era el dominante. El museo tiene su retrato "Figura", acerca de una mujer con un paisaje al fondo con un sesgo metafísico que me interesa mucho"

## Exposiciones Colectivas

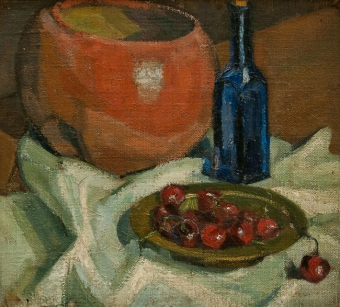
Naturaleza Muerta, Marta Cuevas, Pinacoteca Universidad de Concepción, Chile.

- 1927 “La Exposición Magallanes Moure”, Casa Rivas y Calvo, Santiago, Chile.
- 1928 Salón Oficial, Pabellón de la Quinta Normal, Santiago, Chile.
- 1929 Exposición Iberoamericana de Sevilla, España.
- 1931 Salón de los Independientes, Museo Nacional de Bellas Artes, Santiago, Chile
- 1935 Salón Oficial, Museo de Bellas Artes, Santiago, Chile.

## Colecciones Públicas
- Obra “Naturaleza muerta”, Pinacoteca Universidad de Concepción
- Obra "Figura", Museo de Arte Contemporáneo MAC, Santiago de Chile.

## Premios y distinciones
- 3ª medalla Salón Oficial de 1923, Pintura. (Catálogo Salón Oficial 1928).
- 3ª medalla Salón Oficial de 1926 (Catálogo Salón Oficial 1938)